# Ванкувер (аэропорт)

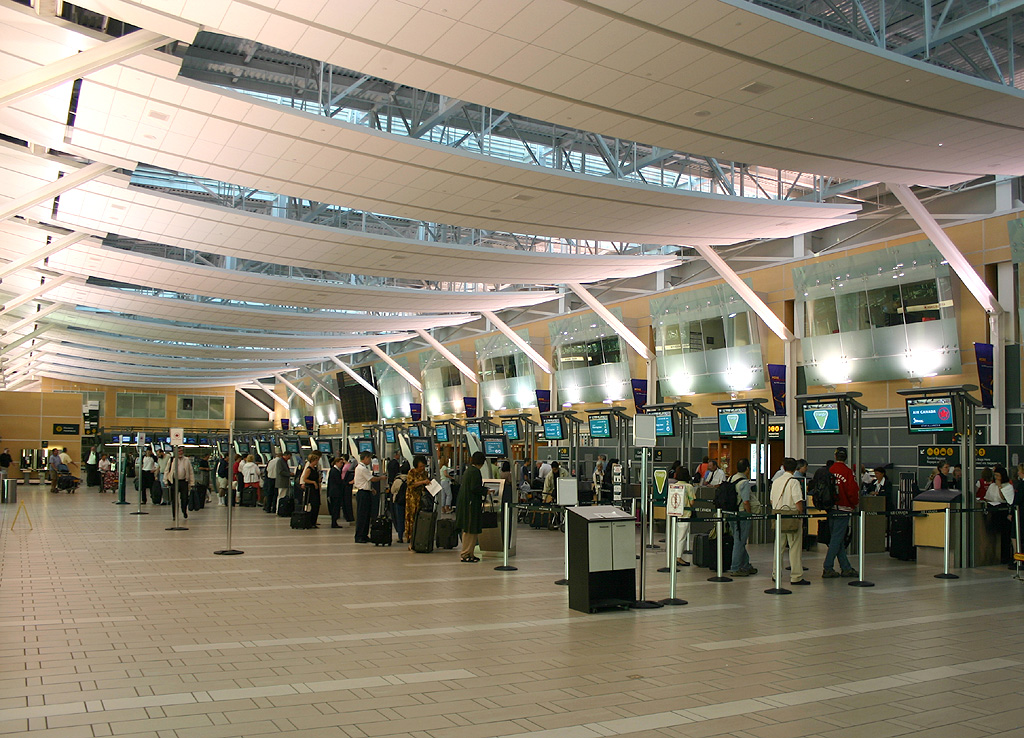
Стойки регистрации рейсов Air Canada

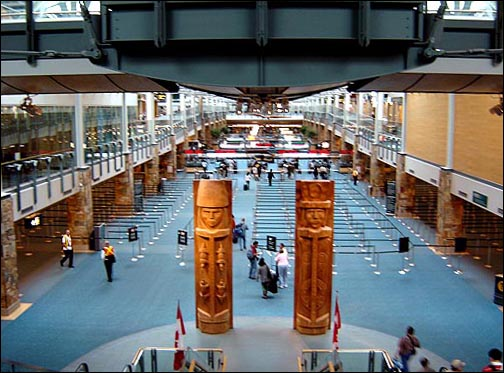
Зал прилета в международном терминале

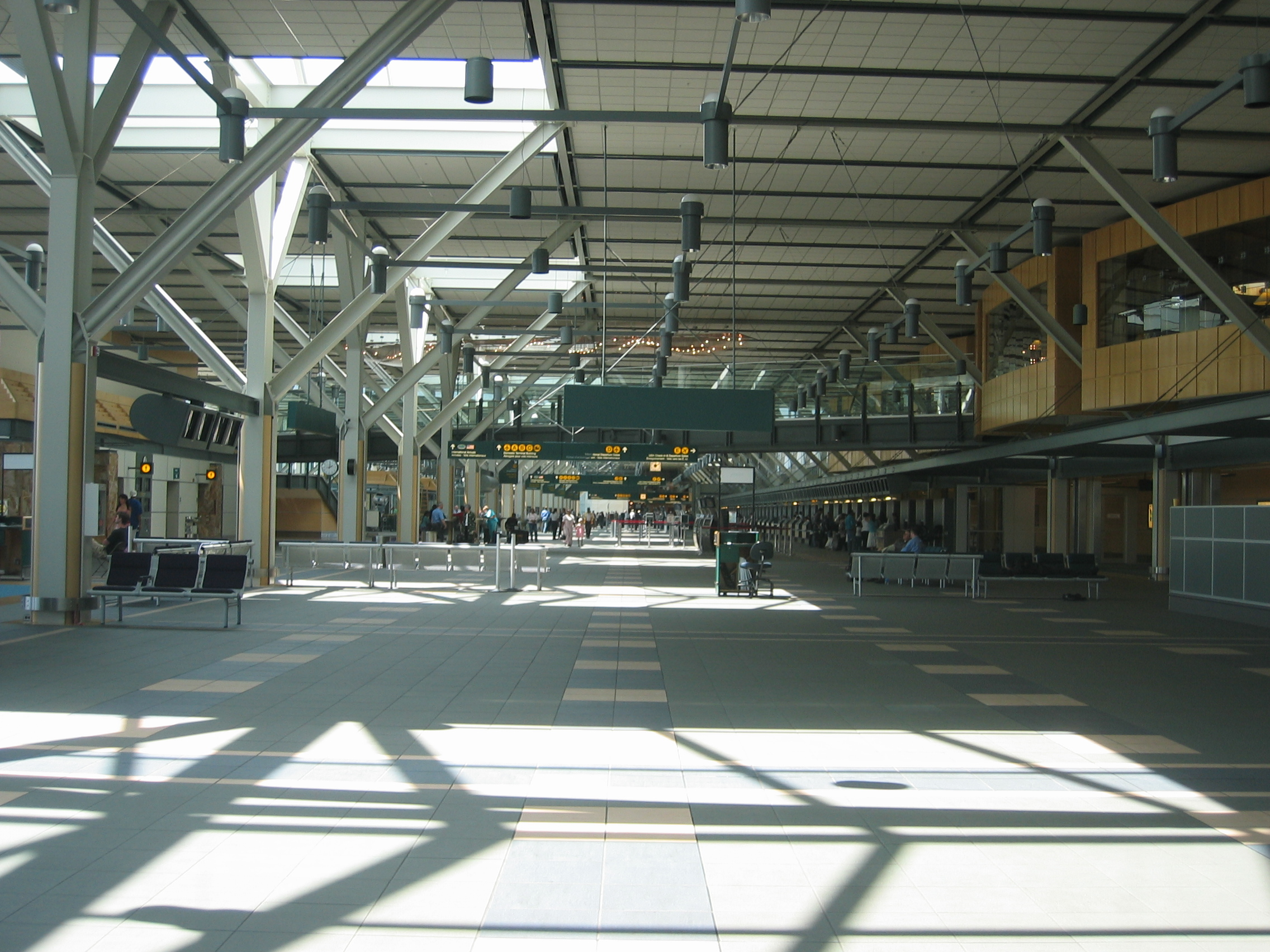
Зал регистрации пассажиров, вылетающих в США

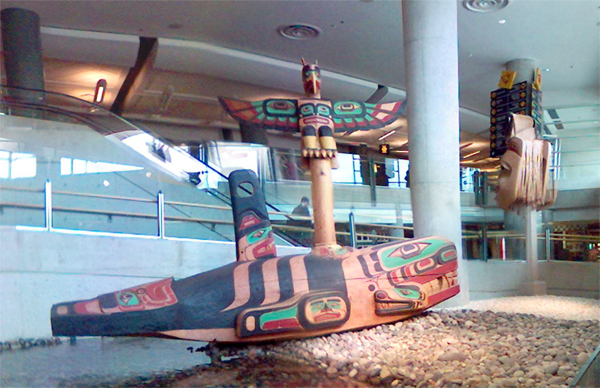
Скульптура канадских аборигенов на первом этаже внутреннего терминала

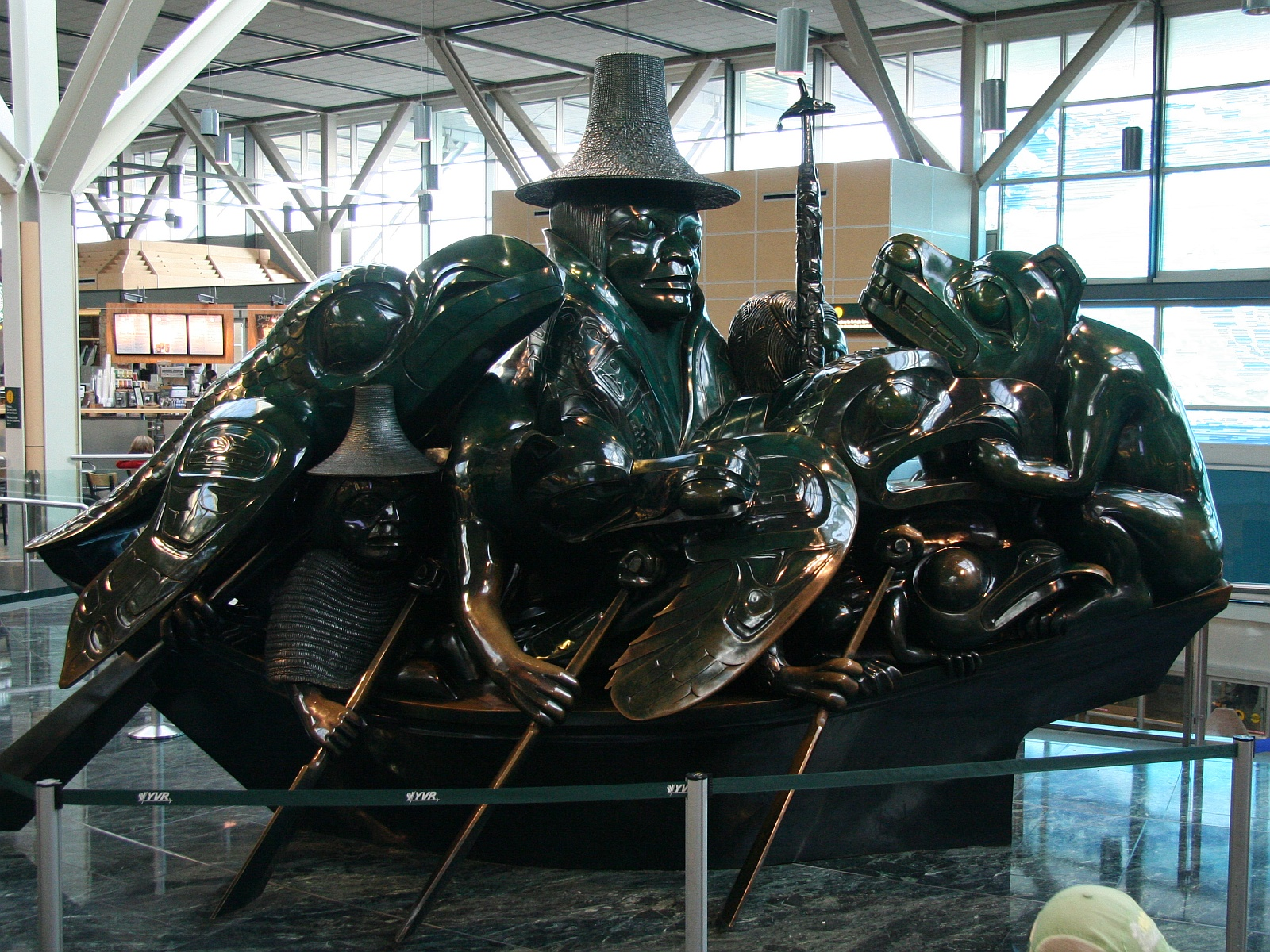
Скульптура Spirit of Haida Gwaii в зоне вылета международного терминала

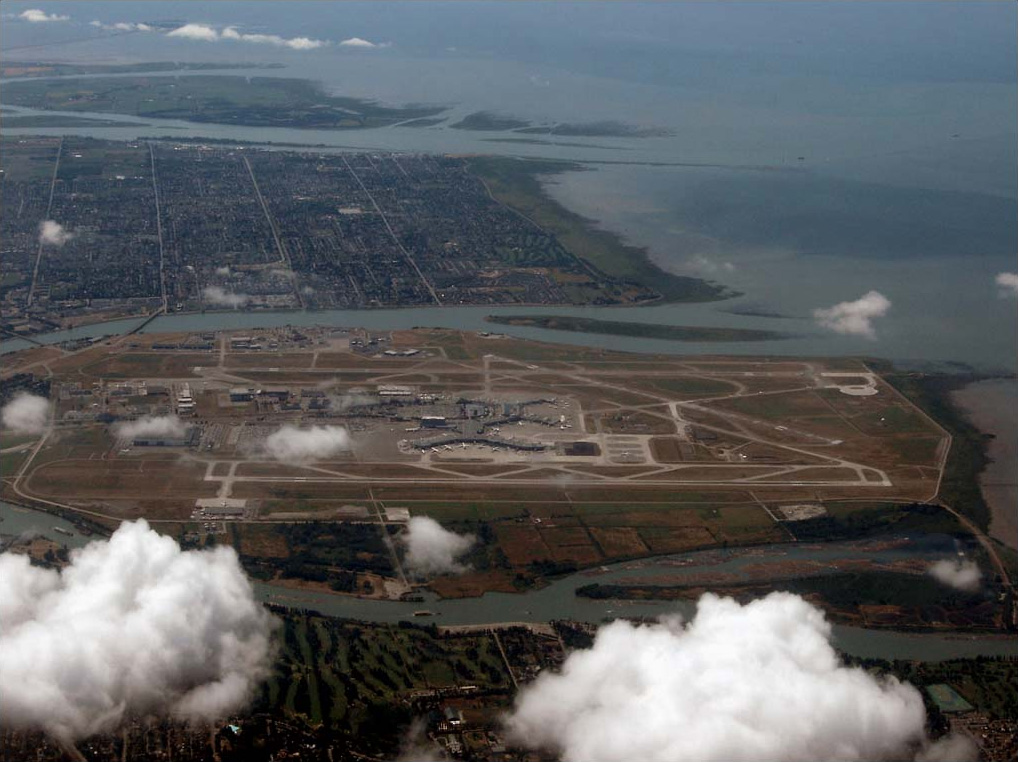
Си-Айленд и аэропорт Ванкувера с высоты птичьего полета

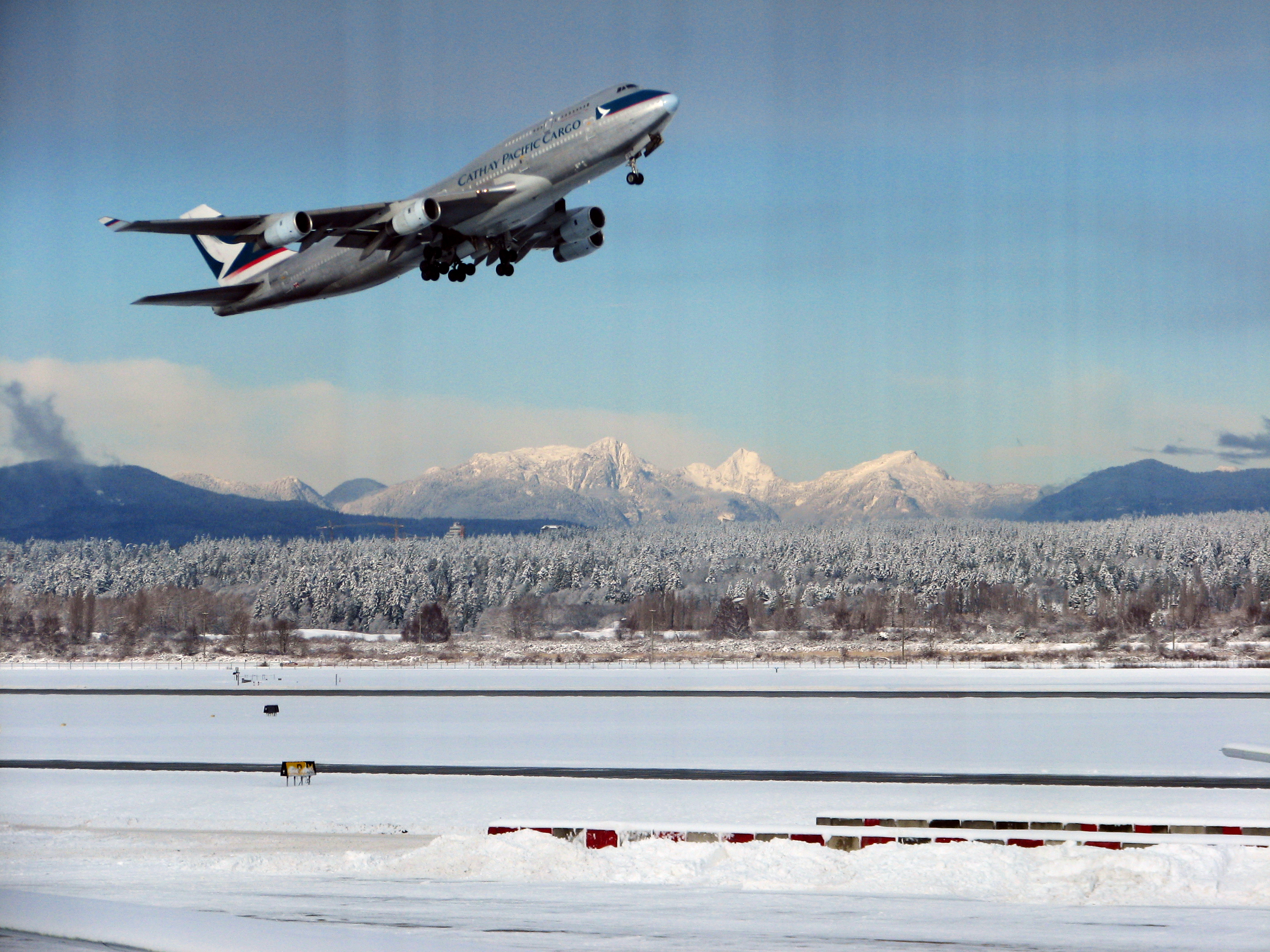
Грузовой Боинг 747 авиакомпании Cathay Pacific

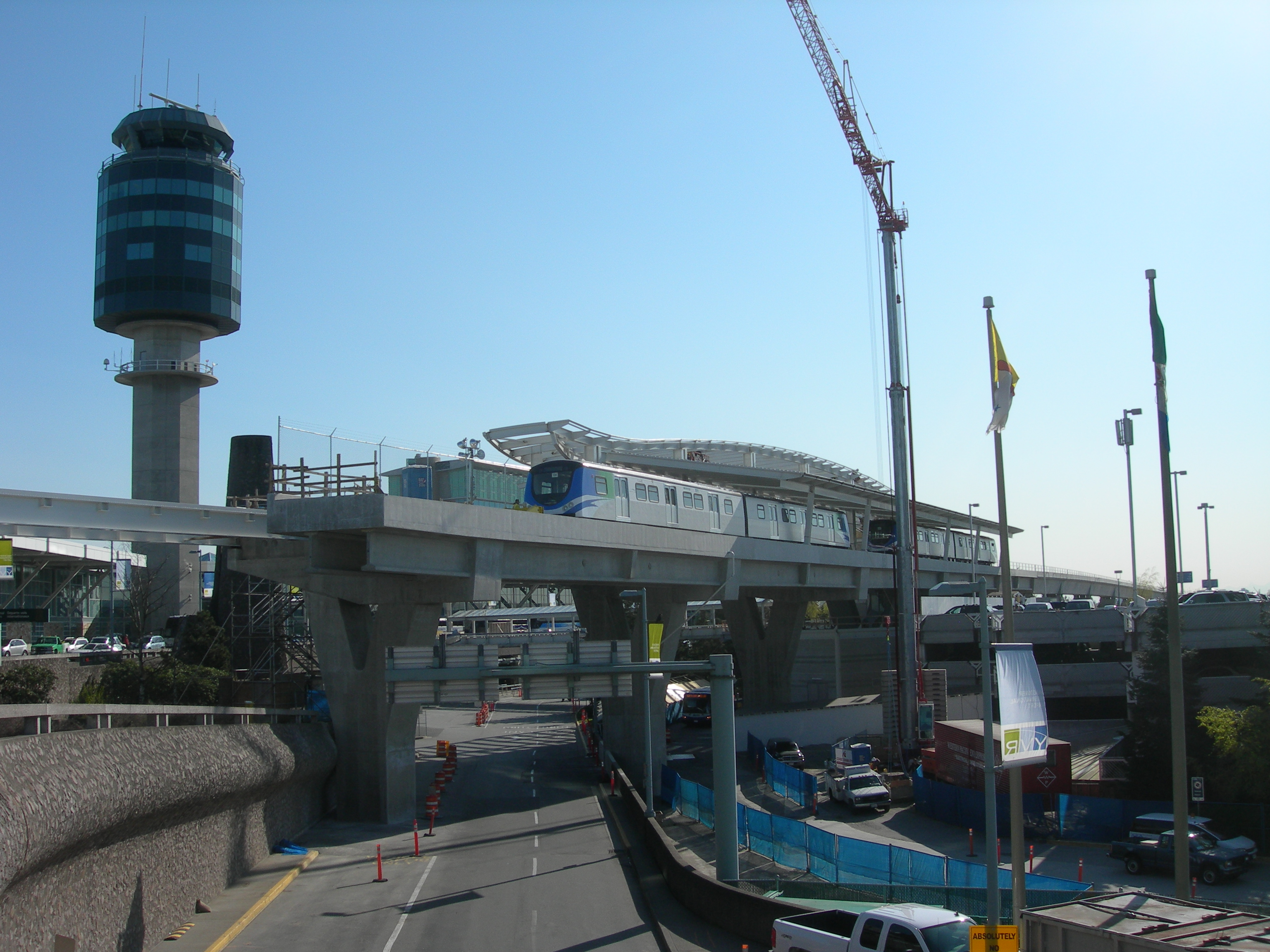
Станция лёгкого метро SkyTrain

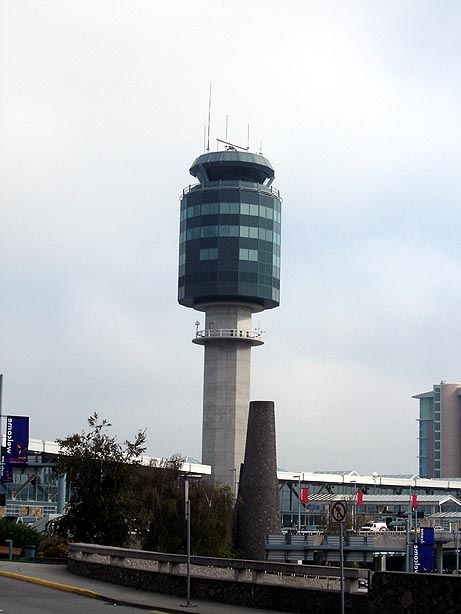
Контрольная вышка аэропорта

Ванкувер (англ. Vancouver International Airport) (ИАТА: YVR, ИКАО: CYVR) — международный аэропорт, расположен на острове Си (англ. Sea island) в городе Ричмонд, Британская Колумбия, Канада, в 12 км от центра Ванкувера. Один из самых крупных и загруженных аэропортов в стране.
В 2020 году аэропорт был удостоен награды Skytrax World Airport Awards как самый лучший среди аэропортов мира с годовым пассажиропотоком от 20 до 30 миллионов человек.

## Авиакомпании и направления

### Код-Шеринг
В аэропорту действует код-шеринг для следующих авиакомпаний:
- Air China
- Air New Zealand
- United Airlines

## Аэровокзальный комплекс
В аэропорту Ванкувера действуют три терминала: домашний (англ. Domestic Terminal), международный (англ. International Terminal) и южный (англ. South Terminal). Домашний и международный терминалы представляют собой единое здание, разделенное на несколько частей. Южный терминал располагается в отдельном здании в противоположной части аэродрома. Южный терминал в основном обслуживает рейсы местных авиакомпаний по территории Британской Колумбии. Международный терминал в основном обслуживает рейсы в США и Мексику, используя для этого отдельную часть — US Preclearance Anexe.